# Tapare Gandiga
Tapare Gandiga est un village de la commune de Belel situé dans la région de l'Adamaoua et le département de la Vina au Cameroun.

## Population
En 2015, Tapare Gandiga comptait 341 habitants dont 172 hommes et 169 femmes. En termes d'enfants, le village comptait 36 nourrissons (0-35 mois), 6 nourrissons (0-59 mois), 21 enfants (4-5 ans), 80 enfants (6-14 ans), 63 adolescents (12-19 ans), 118 jeunes (15-34 ans).